# Casablanca (prefektur)
Casablanca (arabiska: الدارالبيضاء) är en prefektur i Marocko som motsvarar staden Casablanca. Den ligger i regionen Casablanca-Settat, och omfattar kommunerna Casablanca och Méchouar de Casablanca. Antalet invånare var 3 359 818 vid folkräkningen 2014.